# Virectaria multiflora
Espèce
Synonymes
- Phyteumoides hirsutus Smeathman ex DC.[1]
- Virecta multiflora Sm.[1]

Virectaria multiflora (Sm.) Bremek. est une espèce de plantes de la famille des Rubiacées et du genre Virectaria , présente dans plusieurs pays d'Afrique tropicale.